# Martillo y pico

Martillo y pico

El emblema del martillo y el pico (⚒), ocasionalmente referido como martillo y cincel, destaca como un símbolo vinculado a la actividad minera y es frecuentemente empleado en la heráldica. Su presencia puede señalar la presencia de minas, especialmente en mapas o cartografía, así como representar a los mineros. Además, es común hallar este emblema en los escudos de armas de localidades mineras.
Este símbolo representa las herramientas tradicionales de los mineros: un martillo y un cincel con mango, semejante a un pico pero con un extremo contundente. La disposición refleja la forma en que un trabajador diestro las colocaría: el pico con la punta hacia la derecha y el mango hacia abajo a la izquierda, mientras que el martillo tendría el mango hacia abajo a la derecha y la cabeza hacia arriba a la izquierda. En los escudos de armas, es común ver este símbolo en negro (como en Johanngeorgenstadt y Hövels), pero también puede presentarse en colores naturales (como en Telnice) o en tonalidades de oro o plata (en casos como Abertamy, Bodenwöhr y Gelsenkirchen).

## Ejemplos

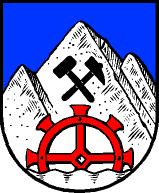
Armas de Mühlbach am Hochkönig , Salzburgerland, Austria.
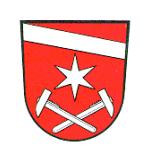
Armas de Töpen , Baviera, Alemania.
Escudo de armas de Nueva Zelanda. (Parte inferior derecha)
Escudo de armas de Świętochłowice , Polonia.
Bandera de la región de Karlovy Vary, República Checa.
Armas de Kerkrade, Kerkrade, Limburgo, Países Bajos.
Logotipo del antiguo Servicio Geológico de los Estados Unidos.
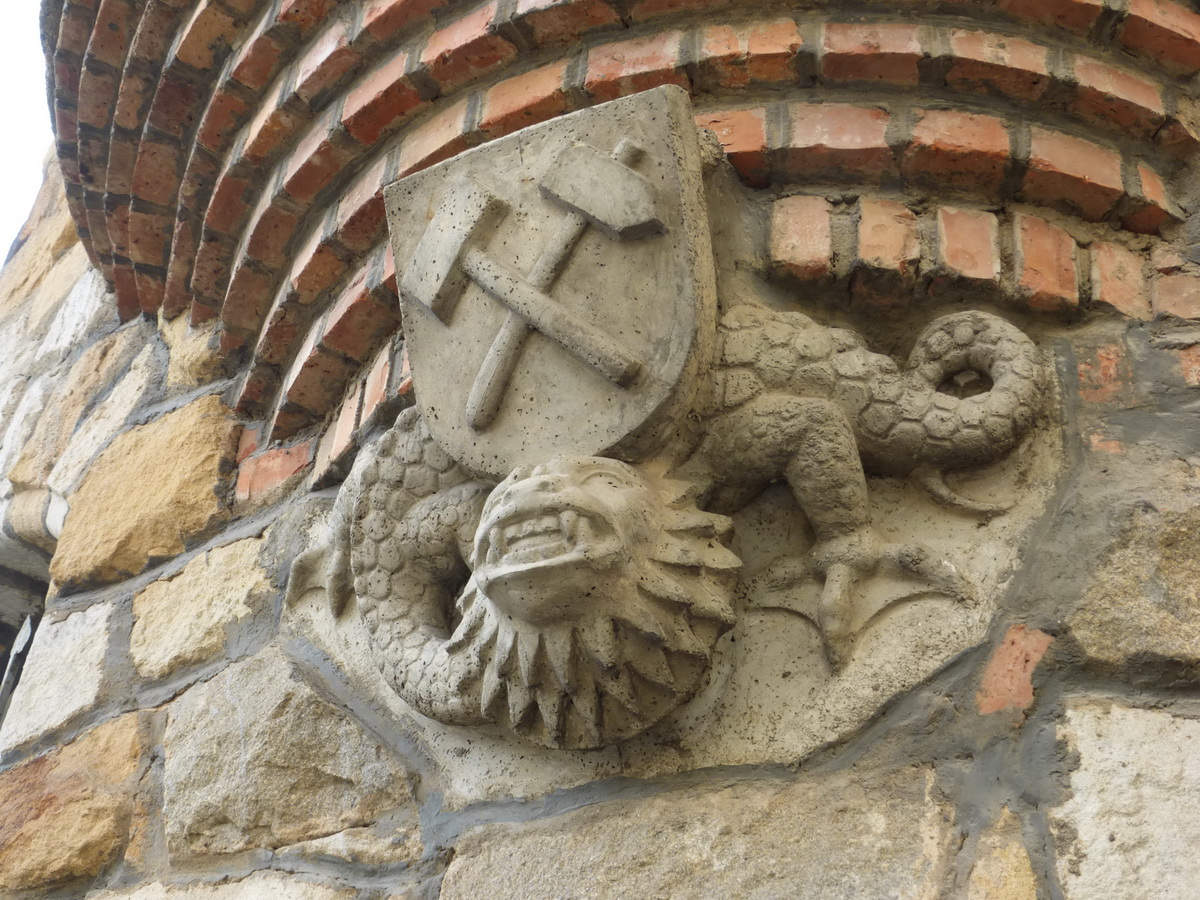
Martillo y pico en el antiguo edificio administrativo de la Bavarian Lignite Industry AG en Wackersdorf, Alemania.
Sello del Estado de Colorado en Estados Unidos.

## Otros
Además de su uso en la minería, el martillo y el pico también se emplean para indicar el día laboral en horarios y calendarios. A menudo se utiliza como símbolo para los aficionados del club de la Premier League West Ham United y para los seguidores del club ucraniano Shakhtar Donetsk.

### Unicode
En Unicode, el símbolo “martillo y pico” se representa como (U+2692)